# Nine Days (Band)
Nine Days ist eine US-amerikanische Rockgruppe aus New York, die mit dem Song Absolutely (Story of a Girl) bekannt wurden.
Das Lied stammte aus der Filmmusik zum Teeniefilm American Pie.

## Bandgeschichte
Nachdem die beiden talentierten Songschreiber John Hampson und Brian Desveaux in zahlreichen anderen Bands in New York gespielt hatten, schlossen sich beide zusammen um Songs zu schreiben. Es vergingen neun Tage im Jahre 1994, bis die beiden einige Songs fertig hatten, die sie in New Yorker Clubs vorstellen wollten. Als die beiden vom Bassisten Nick Dimichino, dem Drummer Vincent Tattanelli und dem Keyboarder Jeremy Dean Verstärkung bekamen, um ein wenig in den Clubs zu spielen, begann die Band eine Vielzahl von Songs zu schreiben, die voll mit tief empfundenen Gefühlen, persönlichen Triumphen und Tragödien waren. Zusammen mit melodischen Raffinessen trafen diese Songs genau den Geist der New Yorker Clubszene. Die sehr eilige und schnelle Aufnahme ihres ersten Albums Something To Listen To 1994 gab ihnen den Impuls jeden Montag in einem bekannten New Yorker Nachtclub als Gast zu spielen. Ein Jahr später nahmen sie ihr zweites Album Monday Songs auf, welches in dem Titel an die montäglichen Shows angelehnt war. Ein größerer Erfolg war der Gewinn eines regionalen Talentwettbewerbs als beste Band. Zudem bekamen sie noch eine Auszeichnung als beste „Nicht-unter-Vertrag-stehende Band“. Von diesen Ehren angespornt, begab sich die Band 1998 wieder ins Studio, um das einfach betitelte dritte Album Three aufzunehmen. Kurze Zeit später waren dann auch schon die Major-Labels an den fünf Jungs interessiert.
Nine Days unterzeichneten bei Sonys 550 Music und veröffentlichten 2000 ihr erstes Major-Album The Madding Crowd, was ihnen sowohl gute Kritiken als auch kommerziellen Erfolg einbrachte. Allen voran wegen des großen Erfolgs der Single Absolutely (Story of a Girl) bekam das Album auf der ganzen Welt großen Respekt.
Ursprünglich sollte im Sommer 2002 ein Nachfolgealbum (So Happily Unsatisfied) erscheinen, das aber zunächst auf den Herbst verschoben wurde, um den Untergang des Albums in der Masse von Neuveröffentlichungen zu verhindern. Letztendlich blieb das Album irgendwo zwischen Studio und Presswerk liegen und Sony und die Nine Days beendeten kurze Zeit später ihre geschäftliche Zusammenarbeit.
Anfang 2003 versuchte die Band nochmals mit Sony zu verhandeln, damit das vielversprechende Album doch noch veröffentlicht werden könnte, wenn auch nur unter einem Independent-Label. In dieser schwierigen Zeit verließ Jeremy Dean die Band. Kurze Zeit später kehrte auch der Drummer Vincent Tattanelli der Band den Rücken und ließ somit Nine Days am Boden zertrümmert zurück. Jetzt hatte die Band kein Album mehr, zwei langjährige Freunde und Bandmitglieder hatten Nine Days verlassen und der Gitarrist John Hampson begann seine Debüt-Solo-EP 17MINUTESAND38SECONDSINTHEDARK aufzunehmen.
Die Fans befürchteten, dass das Projekt Nine Days nun beendet war, aber Ende 2003 überraschte die Band mit einem neuen Album mit dem Titel Flying The Corporate Jet. Vincent war mittlerweile auch in die Band zurückgekehrt und ist nun für den grafischen Aufbau der John-Hampson- und Nine-Days-CDs zuständig, womit er sich einen Jugendtraum erfüllte.
Mittlerweile haben beide Sänger, John Hampson und Brian Desveaux, ihre Soloambitionen hinter sich gelassen.
Nachdem Jeremy Dean wieder zu der Band hinzugestoßen ist, hat sich die Band ein neues Album einzuspielen vorgenommen.
2013 wird ein Album per Crowdfunding aufgenommen, von dem das erste Lied zum Download bereitsteht.

## Diskografie

### Studioalben
| Jahr | Titel                    | Höchstplatzierung, Gesamtwochen, AuszeichnungChartsChartplatzierungen (Jahr, Titel, Platzierungen, Wochen, Auszeichnungen, Anmerkungen) | Anmerkungen                             |
| Jahr | Titel                    | US | Anmerkungen                             |
| ---- | ------------------------ | --- | --------------------------------------- |
| 1995 | Something to Listen To   | — | Erstveröffentlichung: 1995              |
| 1996 | Monday Songs             | — | Erstveröffentlichung: 1996              |
| 1998 | Three                    | — | Erstveröffentlichung: 1998              |
| 2000 | The Madding Crowd        | US67 Gold · (19 Wo.)US | Erstveröffentlichung: 16. Mai 2000      |
| 2002 | So Happily Unsatisfied   | — | Erstveröffentlichung: 12. November 2002 |
| 2003 | Flying the Corporate Jet | — | Erstveröffentlichung: 2003              |
| 2013 | Something Out Of Nothing | — | Erstveröffentlichung: 2013              |
| 2016 | Snapshots                | — | Erstveröffentlichung: 8. Juli 2016      |

### EPs
- 2007: Slow Motion Life (Part One)
- 2013: Slow Motion Life (Part Two)

### Singles
| Jahr | Titel Album                                    | Höchstplatzierung, Gesamtwochen, AuszeichnungChartplatzierungen (Jahr, Titel, Album, Platzierungen, Wochen, Auszeichnungen, Anmerkungen) | Höchstplatzierung, Gesamtwochen, AuszeichnungChartplatzierungen (Jahr, Titel, Album, Platzierungen, Wochen, Auszeichnungen, Anmerkungen) | Anmerkungen                           |
| Jahr | Titel Album                                    | UK | US | Anmerkungen                           |
| ---- | ---------------------------------------------- | --- | --- | ------------------------------------- |
| 2000 | Absolutely (Story of a Girl) The Madding Crowd | UK83 (1 Wo.)UK | US6 ×2Doppelplatin · (27 Wo.)US | Erstveröffentlichung: 21. März 2000   |
| 2000 | If I Am The Madding Crowd                      | — | US68 (5 Wo.)US | Erstveröffentlichung: 29. August 2000 |

Weitere Singles
- 2000: 257 Weeks
- 2002: Good Friend
- 2003: Goodbye